# 扎托基
49°1′16″N 27°42′3″E / 49.02111°N 27.70083°E
扎托基（烏克蘭語：Затоки），是烏克蘭的村落，位於該國西南部文尼察州，由日梅林卡區負責管轄，始建於十八世紀，面積4.02平方公里，海拔高度355米，人口為150，人口密度每平方公里52.05人。